# Myonia augusta
Myonia augusta är en fjärilsart som beskrevs av W. Warren 1909. Myonia augusta ingår i släktet Myonia och familjen tandspinnare. Inga underarter finns listade i Catalogue of Life.